# Засуха Андрій Анатолійович
Андрій Анатолійович Засу́ха (нар. 30 жовтня 1986, Ковалівка) — український бізнесмен, президент ФК «Колос» (Ковалівка), голова Київської обласної асоціації футболу.

## Біографія
Народився та виріс на Васильківщині у селищі Ковалівка в родині політиків Засух. У 2004 році з відзнакою закінчив ковалівську гімназію, після чого вступив до Московського державного інституту міжнародних відносин (МДІМВ), де отримав диплом за спеціальністю міжнародні економічні відносини (2005—2012). Згодом закінчив Білоцерківський сільськогосподарський інститут.
У 2012 році Андрій Засуха створив футбольний клуб «Колос» (Ковалівка). Під його керівництвом «Колос» за 7 років пройшов шлях від аматорського рівня до найвищого дивізіону чемпіонату України –  Прем'єр-ліги, а 2020 року його команда дебютувала у Лізі Європи. Восени 2020 року відкрив новий сучасний стадіон «Колос» на 5 тисяч глядачів, який відповідає усім нормам УЄФА. Також триває активне будівництво дитячої академії.
10 лютого 2020 року був обраний головою Київської обласної асоціації футболу

## Особисте життя
Батько — Анатолій Засуха, Народний депутат України 2 скликання, екс-голова Київщини. Матір — Тетяна Засуха, Народний депутат України 3-6 скликань, Герой України. Дружина — Ірина Засуха.
Ще в 2004 році, навчаючись у Москві, Андрій Засуха з'явився у ЗМІ, коли написав офіційний лист президенту Росії Володимиру Путіну щодо інформації про власну сім'ю, яку розповсюдив російський журналіст Сергій Доренко. У своєму листі Засуха зазначив, що причиною дезінформації є те, що він двічі проголосував за Віктора Януковича.
Разом з дружиною Іриною Засухою активно займається благодійною діяльністю — необхідною допомогою медичним закладам та дитячим будинкам[джерело?]
За даними журналіста Костянтина Андріюка Засуха з 2008 року має паспорт громадянина Росії.